# Juliette Binoche
Juliette Binoche (Parigi, 9 marzo 1964) è un'attrice ed ex modella francese.
Ha vinto i maggiori premi di interpretazione nei principali festival cinematografici; la Coppa Volpi per la migliore interpretazione femminile alla 50ª Mostra internazionale d'arte cinematografica di Venezia con Tre colori - Film blu (1993), l'Orso d'argento per la migliore attrice al Festival di Berlino, l'Oscar alla miglior attrice non protagonista e il Premio BAFTA per Il paziente inglese (1996) e il Prix d'interprétation féminine al Festival di Cannes per Copia conforme (2010). Ha vinto inoltre anche un Premio César, un National Board of Review of Motion Pictures e tre European Film Award.

## Biografia
Figlia di Jean-Marie Binoche, un mimo, regista teatrale e scultore francese, e di Monique Stalens, un'attrice polacca originaria di Częstochowa, a solo tre anni e mezzo i genitori si separano. All'età di 15 anni viene mandata a studiare in una scuola specializzata superiore d'arte, dopo la quale frequenta il Conservatoire national supérieur d'art dramatique di Parigi. All'età di 18 anni ottiene una piccola parte nel film indipendente Liberty Belle. Cercando nel contempo di costruirsi una carriera, lavora nei cinque anni successivi come commessa in un negozio di Parigi e come modella per un pittore. A 24 anni ottiene il suo primo ruolo importante nel film L'insostenibile leggerezza dell'essere (1989) di Philip Kaufman, al fianco di Daniel Day-Lewis. Il regista Leos Carax la sceglie per il suo film Gli amanti del Pont-Neuf (1991), un'esperienza fondamentale nella sua carriera di attrice; le riprese sembrano non finire mai e per questo motivo l'attrice deve declinare diverse proposte tra le quali La doppia vita di Veronica e Jurassic Park.
Nel 1992 si fa notare al grande pubblico grazie al ruolo di Anna Barton nel film Il danno di Louis Malle, tratto dall'omonimo romanzo di Josephine Hart. La sua intensa interpretazione le frutta grandi elogi e l'offerta di ruoli di rilievo come quello in Tre colori - Film blu (1993), la prima parte dell'acclamata Trilogia dei colori del regista polacco Krzysztof Kieślowski, per la quale vince la Coppa Volpi per la miglior interpretazione femminile e il Premio César per la migliore attrice nel 1993. A questo premio era stata candidata già quattro volte e altre tre candidature seguiranno, durante la sua carriera. L'attrice rifiuta diverse proposte arrivate da Hollywood pur di interpretare questo ruolo, in particolare declina l'offerta del ruolo della protagonista di Jurassic Park. Il motivo principale è quello di non permettere a nessun'altra persona di scegliere per lei i film e i ruoli da interpretare, cosa che in Europa è quasi sempre possibile, ma non altrettanto negli Stati Uniti.

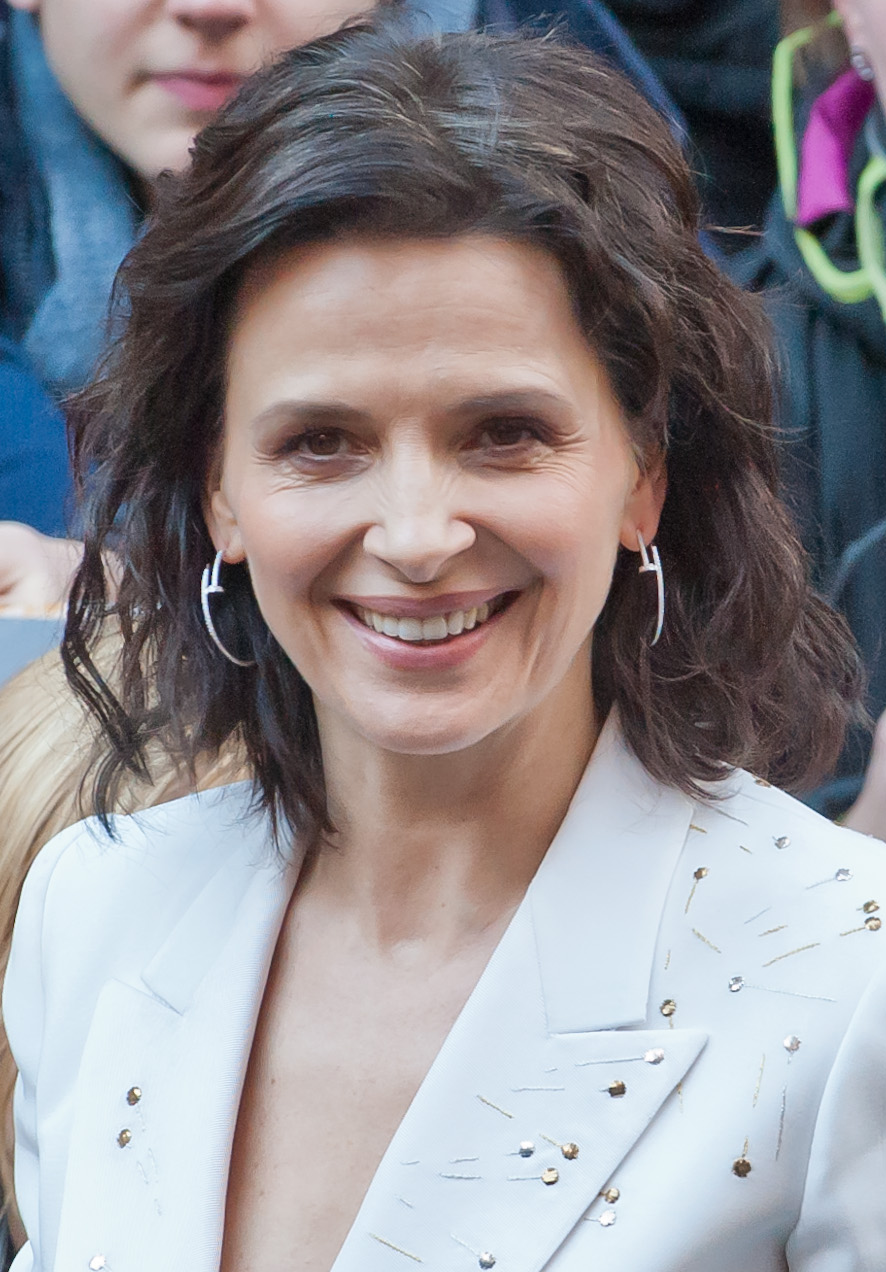
Juliette Binoche alla conferenza stampa Personne n'attend la nuit d'Isabel Coixet al Festival di Berlino 2015

Interpreta parti di eroina romantica ne L'ussaro sul tetto (1995), mentre ne Il paziente inglese (1996) il soggetto la impegna in un ruolo ambientato durante la seconda guerra mondiale. Quest'ultimo film le permette di superare i confini europei conseguendo ampia notorietà nei paesi anglofoni. Per la sua interpretazione ottiene infatti l'Oscar alla miglior attrice non protagonista, premio per il quale è candidata anche nel 2000 per la sua partecipazione alla commedia romantica Chocolat con Johnny Depp. Nello stesso anno Nanni Moretti la vorrebbe protagonista del suo film La stanza del figlio, vincitore poi a Cannes, anche se la parte che le viene proposta sarà efficacemente ricoperta da Laura Morante. Nel 2001 fa il suo debutto a Broadway nel dramma di Harold Pinter Tradimenti e per la sua interpretazione ottiene una candidatura al Tony Award alla miglior attrice protagonista in un'opera teatrale. Tra i suoi lavori successivi spicca il ruolo della truccatrice chiacchierona, bloccata in un aeroporto in Jet lag (2002) e le interpretazioni nel thriller Niente da nascondere (2005) di Michael Haneke e nel film drammatico Mary (2005) di Abel Ferrara che, insieme a Alcuni giorni in settembre (2005) di Santiago Amigorena, pongono le basi per l'avvio di una nuova stagione nella sua carriera d'attrice, rinnovato slancio che si concretizza con Cosmopolis (2012), il film di David Cronenberg tratto dal romanzo di Don DeLillo.
Oltre ai suoi impegni cinematografici, recita anche a Broadway. È l'attrice più pagata della storia del cinema francese. Nel 2008, grazie al coreografo inglese originario del Bangladesh Akram Khan, studia danza contemporanea e parte per una tournée mondiale con lo spettacolo In I. Come veicolo promozionale per questo spettacolo compare sulla copertina di Playboy. Nel maggio 2010 torna a Cannes, dove vince il premio come migliore attrice, grazie alla sua interpretazione in Copia conforme. Nel 2015 recita nel film L'attesa, diretto da Piero Messina, per il quale ottiene una candidatura al David di Donatello per la migliore attrice protagonista 2016. Seguono Ma Loute (2016), il secondo film interpretato dall'attrice sotto la direzione di Bruno Dumont, L'amore secondo Isabelle (2017) di Claire Denis, con Gérard Depardieu (vincitore alla Quinzaine des réalisateurs di Cannes), Il gioco delle coppie di Olivier Assayas e Le verità di Hirokazu Kore'eda, con Catherine Deneuve, due film questi ultimi che sono stati presentati a Venezia nel 2018 e nel 2019, inaugurando il film del regista giapponese la Mostra Internazionale d'Arte Cinematografica proprio nel 2019. Sempre nel 2019, infine, Il mio profilo migliore di Safy Nebbou, con François Civil, presentato a Berlino, edizione del festival in cui Juliette Binoche ha presieduto la giuria.

## Vita privata
È stata legata dal 1986 al 1991 al regista Leos Carax e nel 1992 ha avuto una relazione con il tuffatore André Halle, da cui ha avuto un figlio, Raphaël (1993).
Dal 1994 al 1997 è stata legata all'attore Olivier Martinez, e dal 1999 al 2003 all'attore Benoît Magimel, conosciuto sul set di I figli del secolo (1999), dove ha interpretato George Sand, e da cui ha avuto una figlia, Hannah (2000).
Dal 2003 al 2004 è stata legata all'attore Mathieu Amalric.
Tra il 2005 e il 2009 ha avuto una relazione con lo sceneggiatore argentino Santiago Amigorena.

## Filmografia

### Cinema
- Liberty belle, regia di Pascal Kané (1983)
- Je vous salue, Marie, regia di Jean-Luc Godard (1985)
- Les Nanas, regia di Annick Lanoë (1985)
- Vita di famiglia (La Vie de famille), regia di Jacques Doillon (1985)
- Adieu blaireau, regia di Bob Decout (1985)
- Rendez-vous, regia di André Téchiné (1985)
- Le Meilleur de la vie, regia di Renaud Victor (1985)
- Mon beau-frère a tué ma sœur, regia di Jacques Rouffio (1986)
- Rosso sangue (Mauvais Sang), regia di Leos Carax (1986)
- L'insostenibile leggerezza dell'essere (The Unbearable lightness of being), regia di Philip Kaufman (1988)
- Un tour de manège, regia di Pierre Pradinas (1989)
- Gli amanti del Pont-Neuf (Les amants du Pont-Neuf), regia di Leos Carax (1991)
- Cime tempestose (Wuthering heights), regia di Peter Kosminsky (1992)
- Il danno (Damage, Fatale), regia di Louis Malle (1992)
- Tre colori - Film blu (Trois couleurs: Bleu), regia di Krzysztof Kieślowski (1993)
- Tre colori - Film bianco (Trois couleurs: Blanc), regia di Krzysztof Kieslowski (1994) - cameo
- Tre colori - Film rosso (Trois couleurs: Rouge), regia di Krzysztof Kieślowski (1994)
- L'ussaro sul tetto (Le Hussard sur le toit), regia di Jean-Paul Rappeneau (1995)
- Un divano a New York (A couch in New York), regia di Chantal Akerman (1996)
- Il paziente inglese (The English patient), regia di Anthony Minghella (1996)
- Alice e Martin, regia di André Téchiné (1998)
- I figli del secolo (Les enfants du siècle), regia di Diane Kurys (1999)
- L'amore che non muore (La Veuve de Saint-Pierre), regia di Patrice Leconte (2000)
- Storie (Code inconnu: Récit incomplet de divers voyages), regia di Michael Haneke (2000)
- Chocolat, regia di Lasse Hallström (2000)
- Jet Lag (Décalage horaire), regia di Danièle Thompson (2002)
- In My Country (Country of my skull), regia di John Boorman (2004)
- Niente da nascondere (Caché), regia di Michael Haneke (2005)
- Parole d'amore (Bee Season), regia di Scott McGehee e David Siegel (2005)
- Mary, regia di Abel Ferrara (2005)
- Paris, je t'aime, regia di Nobuhiro Suwa (episodio Place des victoires) (2005)
- Alcuni giorni in settembre (Quelques jours en Septembre), regia di Santiago Amigorena (2005)
- Complicità e sospetti (Breaking and Entering), regia di Anthony Minghella (2006)
- Disimpegno (Disengagement), regia di Amos Gitai (2007)
- L'amore secondo Dan (Dan in Real Life), regia di Peter Hedges (2007)
- Parigi (Paris), regia di Cédric Klapisch (2008)
- Ore d'estate (L'heure d'été), regia di Olivier Assayas (2009)
- Copia conforme (Copie conforme), regia di Abbas Kiarostami (2010)
- The Son of No One, regia di Dito Montiel (2011)
- Elles, regia di Małgorzata Szumowska (2011)
- À coeur ouvert, regia di Marion Laine (2012)
- La vie d'une autre, regia di Sylvie Testud (2012)
- Cosmopolis, regia di David Cronenberg (2012)
- Camille Claudel 1915, regia di Bruno Dumont (2013)
- Mille volte Buona notte, regia di Erik Poppe (2013)
- Words and Pictures, regia di Fred Schepisi (2013)
- Godzilla, regia di Gareth Edwards (2014)
- Sils Maria (Clouds of Sils Maria), regia di Olivier Assayas (2014)
- Nadie quiere la noche, regia di Isabel Coixet (2015)
- The 33, regia di Patricia Riggen (2015)
- L'attesa, regia di Piero Messina (2015)
- Ma Loute, regia di Bruno Dumont (2016)
- Ghost in the Shell, regia di Rupert Sanders (2017)
- Tale madre tale figlia (Telle mère, telle fille), regia di Noémie Saglio (2017)
- L'amore secondo Isabelle (Un beau soleil intérieur), regia di Claire Denis (2017)
- High Life, regia di Claire Denis (2018)
- Il gioco delle coppie (Doubles Vies), regia di Olivier Assayas (2018)
- Il mio profilo migliore (Celle que vous croyez), regia di Safy Nebbou (2019)
- Le verità (La Vérité), regia di Hirokazu Kore'eda (2019)
- La brava moglie (La Bonne Épouse), regia di Martin Provost (2020)
- Tra due mondi (Ouistreham), regia di Emmanuel Carrère (2021)
- Incroci sentimentali (Avec amour et acharnement), regia di Claire Denis (2022)
- Paradise Highway , regia di Anna Gutto (2022)
- Winter Boy - Le Lycéen (Le Lycéen), regia di Christophe Honoré (2022)
- Il gusto delle cose (La Passion de Dodin Bouffant), regia di Trần Anh Hùng (2023)
- Itaca - Il ritorno (The Return), regia di Uberto Pasolini (2024)

### Televisione
- Dorothée, danseuse de corde, regia di Jacques Fansten – film TV (1983)
- Fort bloqué, regia di Pierrick Guinard – film TV (1983)
- Women & Men 2 : In love there are no rules, regia di Walter Bernstein, Mike Figgis e Kristi Zea – film TV (1991)
- The Staircase - Una morte sospetta (The Staircase) – miniserie TV, 6 puntate (2022)

## Teatro (parziale)
- Enrico IV, di Luigi Pirandello, regia di Jacques Mauclair. Tour francese e svizzero (1981)
- Il gabbiano, di Anton Čechov, regia di Andrej Končalovskij. Teatro dell'Odéon di Parigi (1988)
- Vestire gli ignudi, di Luigi Pirandello, regia di Jonathan Kent. Almeida Theatre di Londra (1997)
- Tradimenti, di Harold Pinter, regia di David Leveaux. American Airlines Theatre di Broadway (2001)
- In I, movimenti e regia di Akram Khan. Théâtre de la Ville di Parigi (2008)
- La signorina Julie, di August Strindberg, regia di Frédéric Fisbach. Festival d'Avignone (2011)
- Antigone, di Sofocle, traduzione di Anne Carson, regia di Ivo van Hove. Barbican Centre di Londra, Grand Théâtre de Luxembourg di Lussemburgo (2015)

## Riconoscimenti

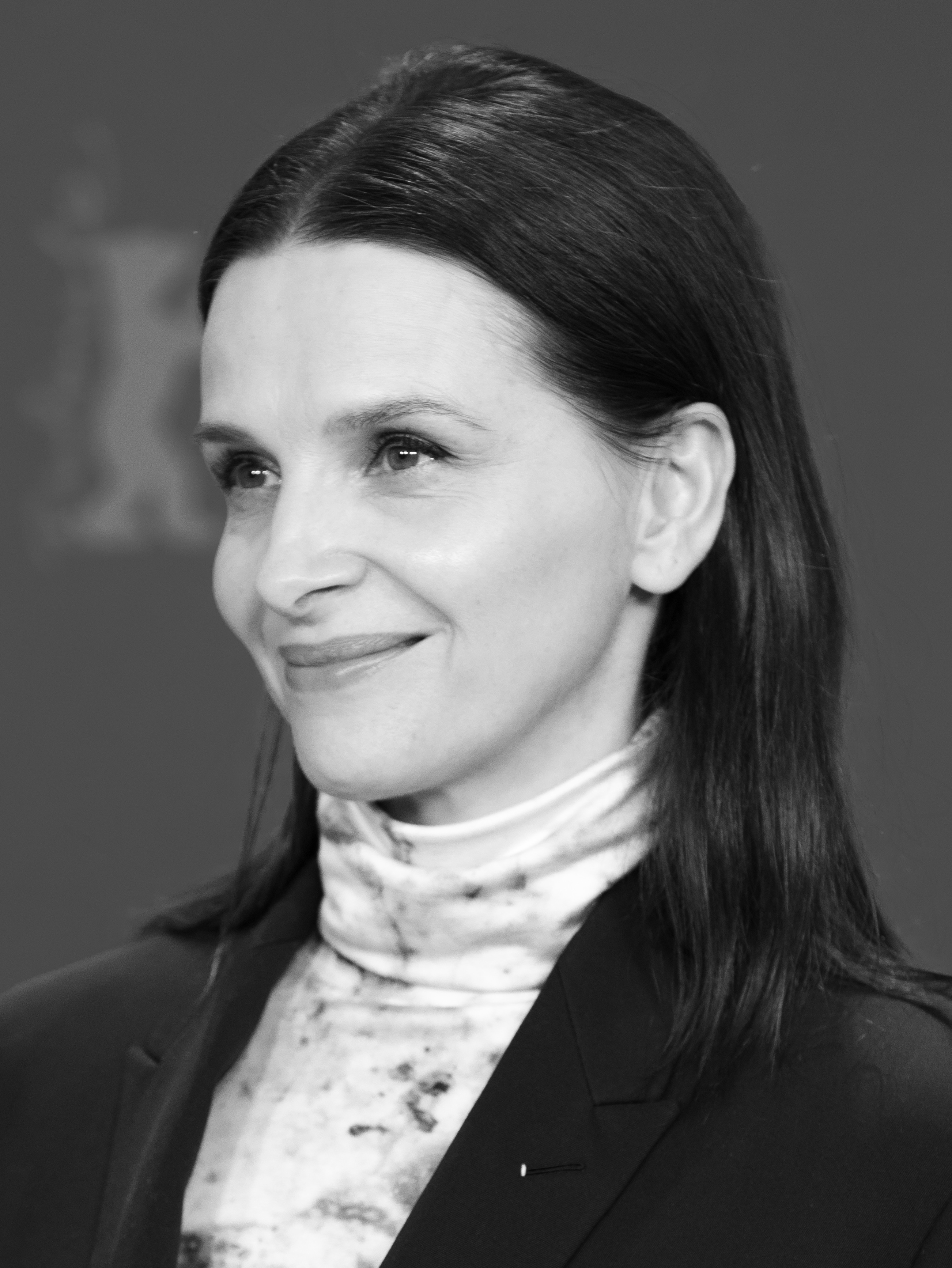
Juliette Binoche al Festival di Berlino 2019

- 1992 – European Film Awards per la miglior attrice per Gli amanti del Pont-Neuf
- 1993 – Coppa Volpi per la migliore interpretazione femminile alla Mostra di Venezia per Tre colori – Film blu
- 1993 – Premio Pasinetti per la miglior attrice alla Mostra di Venezia per Tre colori – Film blu
- 1993 – Berlinale Kamera
- 1994 – Premio César alla migliore attrice per Tre colori – Film blu
- 1996 – National Board of Review Award alla miglior attrice non protagonista per Il paziente inglese (ex aequo con Kristin Scott Thomas)
- 1997 – Oscar alla miglior attrice non protagonista per Il paziente inglese
- 1997 – Orso d'argento per la migliore attrice per Il paziente inglese
- 1997 – European Film Awards per la miglior attrice per Il paziente inglese
- 1997 – BAFTA alla migliore attrice non protagonista per Il paziente inglese
- 2001 – European Film Awards, premio del pubblico per la miglior attrice per Chocolat
- 2010 – Prix d'interprétation féminine al Festival di Cannes per Copia conforme
- 2016 – Nastro d'argento europeo per L'attesa.

## Doppiatrici italiane
Nelle versioni in italiano delle opere in cui ha recitato, Juliette Binoche è stato doppiato da:
- Alessandra Korompay in Tre colori - Film blu, I figli del secolo, Jet Lag, Niente da nascondere, Parole d'amore, Mary, Copia conforme, The Son of No One, Sils Maria, Chiami il mio agente!, Ma Loute, Tale madre tale figlia, L'amore secondo Isabelle, High Life, Il gioco delle coppie, Il mio profilo migliore, Le verità, La brava moglie, Tra due mondi, Incroci sentimentali, Paradise Highway, The Staircase - Una morte sospetta, Il gusto delle cose, The New Look, Itaca - Il ritorno
- Franca D'Amato ne Il danno, Il paziente inglese, Chocolat, In My Country, Alcuni giorni in settembre, L'amore secondo Dan, Parigi, Elles, Cosmopolis, Godzilla, Ghost in the Shell
- Roberta Greganti in Complicità e sospetti, The 33
- Antonella Baldini in Rendez-vous
- Monica Gravina in Rosso sangue
- Antonella Rinaldi in L'insostenibile leggerezza dell'essere
- Claudia Catani ne Gli amanti del Pont-Neuf
- Francesca Manicone in Cime tempestose
- Gabriella Borri in L'ussaro sul tetto
- Mavi Felli in Un divano a New York
- Chiara Salerno in Alice e Martin
- Micaela Esdra in L'amore che non muore
- Chiara Colizzi in Storie
- Daniela Calò in Disimpegno
- Sabine Cerullo in Ore d'estate
- Emanuela Rossi in Words and Pictures